# Clifton (Virginie)
Pour les articles homonymes, voir Clifton.
Clifton est une municipalité américaine située dans le comté de Fairfax en Virginie. Lors du recensement de 2010, sa population est de 282 habitants. 

## Géographie
Clifton est située à une quarantaine de kilomètres de Washington (district de Columbia), dans le sud-ouest du comté de Fairfax. Selon le Bureau du recensement des États-Unis, la municipalité s'étend sur 0,25 mille carré (0,65 km2).

## Histoire
La localité est d'abord connue sous le nom de Devereux Station, une gare du chemin de fer d'Orange et Alexandria construite par les troupes de l'Union en 1863. En 1868, après la guerre de Sécession, Harrison G. Otis achète des terres autour de la gare, qu'il renomme Clifton Station. Il ouvre un bureau de poste l'année suivante. Clifton devient alors un lieu de villégiature pour une partie de la bourgeoise de la capitale fédérale.
Le centre de Clifton est inscrit au Registre national des lieux historiques depuis 1985,. Ce quartier historique comprend environ cinquante bâtiments autour de la Main Street, pour la plupart construits entre 1880 et 1910 et restaurés dans les années 1970.

## Démographie
Selon l'American Community Survey de 2018, la population de Clifton très majoritairement blanche (96 %). Son âge médian de 54,8 ans est supérieur de 17 ans au chiffre national.
La municipalité est aisée, avec un revenu médian par foyer de 150 000 dollars largement supérieur à celui de la Virginie (71 564 dollars) ou des États-Unis (60 293 dollars). Son taux de pauvreté s'approche parallèlement de zéro (contre 10,7 % et 11,8 %),.